# قرار مجلس الأمن التابع للأمم المتحدة رقم 1630
قرار مجلس الأمن التابع للأمم المتحدة رقم 1630، المتخذ بالإجماع في 14 تشرين الأول / أكتوبر 2005، بعد التذكير بالقرارات السابقة بشأن الحالة في الصومال، ولا سيما القرارات 733 (1992) و1519 (2003) و1558 (2004) و1587 (2005)، أعاد المجلس إنشاء مجموعة مراقبة حظر الأسلحة المفروض على البلاد لمدة ستة أشهر أخرى وأدان زيادة تدفق الأسلحة إلى البلاد في انتهاك للحظر.
بعد أقل من يوم على إدانة مجلس الأمن، استمرت الأسلحة غير المشروعة في التدفق إلى الصومال.

## أعمال
وشدد المجلس، بموجب الفصل السابع من ميثاق الأمم المتحدة، على ضرورة امتثال جميع البلدان للحظر. طُلب من الأمين العام كوفي عنان إعادة تشكيل مجموعة مراقبة لرصد تنفيذ حظر الأسلحة المفروض على الصومال، وتحديث القوائم الخاصة بمن ينتهكون العقوبات، والتعاون مع اللجنة المنشأة بموجب القرار 751 (1992)، وتنفيذ التوصيات. وطُلب من اللجنة أيضا تقديم توصيات بشأن سبل تحسين فعالية الحظر.
وأخيراً، طُلب من اللجنة أن تنظر في زيارة الصومال لإثبات تصميم المجلس على إنفاذ حظر توريد الأسلحة.

## روابط خارجية
- نص القرار في undocs.org